# Gemma Tarafa Orpinell
Gemma Tarafa Orpinell (Barcelona, 19 de juny de 1971) és una investigadora, activista i política catalana i regidora a l'Ajuntament de Barcelona per Barcelona en Comú.
Es va llicenciar en biologia per la Universitat de Barcelona (UB). Es va doctorar en Biologia Molecular també per la UB. Tarafa, amb una trajectòria com a investigadora postdoctoral a la Universitat Yale, ha treballat com a professora universitària i com a investigadora al Observatori del Deute en la Globalització i a l'Institut Català d'Oncologia. Ha publicat sobre salut i desigualtat. Membre de Barcelona en Comú des de la seva fundació, durant el mandat 2015-2019 de la corporació municipal de l'Ajuntament de Barcelona, va exercir com a comissionada de l'Àrea de Salut.
En les eleccions municipals de 2019 a Barcelona Tarafa va ser inclosa al número 10 de la llista de Barcelona en Comú-Guanyem el Canvi, i va ser nomenada regidora de Salut, Envelliment i Cures per al període 2019-2022; va ser responsable política de l'Àrea de Salut, va presidir l'Agència de Salut Pública de Barcelona (ASPB) i va ser vicepresidenta del Consorci Sanitari de Barcelona (CSB).
Per al mandat 2023-2027 va ser nomenada regidora adscrita del districte de Gràcia. Va ser membre de la Diputació de Barcelona en el mandat 2019-2022 i de nou en el mandat 2023-2027.